# Esquadra Flint
No conflito conhecido como Revolta da Armada, ao final do século XIX, no alvorecer da recém proclamada República brasileira, o seu segundo presidente da República, Marechal Floriano Peixoto, apoiado pelo Exército brasileiro e pelo Partido Republicano Paulista conteve esse movimento de rebelião surgido na marinha de guerra, em março de 1894, e para o qual fez adquirir, às pressas, no exterior, por meio do empresário e banqueiro estadunidense Charles R. Flint, alguns navios de guerra, a chamada "frota de papel". Essa frota, adquirida nos Estados Unidos, foi também denominada pelos governistas como "Esquadra Flint" e viajou, para o Brasil, do porto de Nova York nos Estados Unidos da América, até a baía de Guanabara, no estado do Rio de Janeiro, tripulada por mercenários estadunidenses. De acordo com Joaquim Nabuco, as tropas contratadas para auxiliar o governo federal eram "a pior escória de filibusteiros americanos". Era uma esquadra improvisada, com embarcações obsoletas e alguns navios de uso comercial transformados em navios de guerra.